# Intercontinental Rally Challenge 2010
Intercontinental Rally Challenge 2010 je název šampionátu, který byl pořádán v roce 2010. Vítězem se stal Juho Hänninen s vozem Škoda Fabia S2000. Tým Škoda Motorsport vyhrál i mezi týmy.

## Rallye Monte Carlo 2010
1. Mikko Hirvonen, Jarmo Lehtinen - Ford Fiesta S2000
2. Juho Hänninen, Mikko Markkula - Škoda Fabia S2000
3. Nicolas Vouilloz, Benjamin Veillas - Škoda Fabia S2000
4. Stéphane Sarrazin, Jacques-Julien Renucci - Peugeot 207 S2000
5. Jan Kopecký, Petr Starý - Škoda Fabia S2000
6. Guy Wilks, Phil Pugh - Škoda Fabia S2000
7. Bruno Magalhães, Carlos Magalhães - Peugeot 207 S2000
8. Jean-Sébastien Vigion, Stéphane Prévot - Peugeot 207 S2000
9. Jaroslav Orsák, Karel Vajík - Škoda Fabia S2000
10. Andrej Jereb, Miran Kacin - Peugeot 207 S2000

## Rallye de Curitiba 2010
1. Kris Meeke, Paul Nagle - Peugeot 207 S2000
2. Guy Wilks, Phil Pugh - Škoda Fabia S2000
3. Juho Hänninen, Mikko Markkula - Škoda Fabia S2000
4. Jan Kopecký, Petr Starý - Škoda Fabia S2000
5. Bruno Magalhães, Carlos Magalhães - Peugeot 207 S2000
6. Eduardo Scheer, Geferson Pavinatto - Mitsubishi Lancer EVO IX
7. Daniel Oliviera, Denis Giraudet - Peugeot 207 S2000
8. Rafael Tulio, Cesar Valendro - Peugeot 207 XS
9. Juan San Martin, Martin Vilette - Subaru Impreza WRX STI
10. Vicente Orige, KZ Morales - Chevrolet Celta

## Argentinská rallye 2010
1. Juho Hänninen, Mikko Markkula - Škoda Fabia S2000
2. Guy Wilks, Phil Pugh - Škoda Fabia S2000
3. Jan Kopecký, Petr Starý - Škoda Fabia S2000
4. Gabriel Pozzo, Daniel Stillo - Subaru Impreza STI
5. Federico Villagra, Jorge Perez Companc - Ford Fiesta S2000
6. Bruno Magalhães, Carlos Magalhães - Peugeot 207 S2000
7. Nicolas Madero, Guillermo Piazzano - Mitsubishi Lancer EVO X
8. Diego Dominguez, Edgardo Galindo - Mitsubishi Lancer EVO X
9. Alejandro Cancio, Santiago Garcia - Mitsubishi Lancer EVO X
10. Juan Manuel Marchetto, Gustavo Franchello - Mitsubishi Lancer EVO X

## Rallye Kanárské Ostrovy 2010
1. Jan Kopecký, Petr Starý - Škoda Fabia S2000
2. Juho Hänninen, Mikko Markkula - Škoda Fabia S2000
3. Guy Wilks, Phil Pugh - Škoda Fabia S2000
4. Kris Meeke, Paul Nagle - Peugeot 207 S2000
5. Bruno Magalhães, Carlos Magalhães - Peugeot 207 S2000
6. Alfonso Viera, Victor Perez - Ford Focus WRC
7. Miguel Fuster, Ignacio Aviño - Porsche 997 GT3
8. Alberto Hevia, Alberto Iglesias - Škoda Fabia S2000
9. Joan Vinyes, Jordi Marcader - Suzuki Swift S1600

## Sardinská rallye 2010
1. Juho Hänninen, Mikko Markkula - Škoda Fabia S2000
2. Paolo Andreucci, Anna Andreussi - Peugeot 207 S2000
3. Jan Kopecký, Petr Starý - Škoda Fabia S2000
4. Thierry Neuville, Nicolas Klinger - Peugeot 207 S2000
5. Bruno Magalhães, Carlos Magalhães - Peugeot 207 S2000
6. Teemu Arminen, Tuomo Nikkola - Subaru Impreza STI
7. Luigi Ricci, Christine Pfister - Subaru Impreza STI
8. Daniele Batistini, Francesco Pinelli - Peugeot 207 S2000
9. Filippo Bordignon, Justin Bardini - Subaru Impreza STI
10. Gianluca Linari, Andrea Cecchi - Subaru Impreza STI

## Ypres rallye 2010
1. Freddy Loix, Frederic Miclotte - Škoda Fabia S2000
2. Jan Kopecký, Petr Starý - Škoda Fabia S2000
3. Thiery Neuville, Nicolas Klinger - Peugeot 207 S2000
4. Bernd Casier, Francis Caesemaker - Škoda Fabia S2000
5. Andreas Mikkelsen, Ola Floene - Ford Fiesta S2000
6. Bruno Magalhães, Carlos Magalhães - Peugeot 207 S2000
7. Michal Solowow, Maciej Baran - Ford Fiesta S2000
8. Betti Luca, Pierangelo Scalvini - Peugeot 207 S2000
9. Corrado Fontana, Nicola Arena - Peugeot 207 S2000
10. Maciej Olesowicz, Andrzej Obrebowski - Ford Fiesta S2000

## Azorská rallye 2010
1. Bruno Magalhães, Carlos Magalhães - Peugeot 207 S2000
2. Kris Meeke, Paul Nagle - Peugeot 207 S2000
3. Juho Hänninen, Mikko Markkula - Škoda Fabia S2000
4. Andreas Mikkelsen, Ola Floene - Ford Fiesta S2000
5. Ricardo Moura, Sancho Eiró - Mitsubishi Lancer EVO IX
6. Vítor Pascoal, Mario Castro - Peugeot 207 S2000
7. Pedro Vale, Rui Madeiros - Mitsubishi Lancer EVO VII
8. Sérgio Silva, Paulo Leal - Subaru Impreza STI
9. Ricardo Carmo, Justino Reis - Mitsubishi Lancer EVO IX
10. Bernaudo Sousa, Nuno Rodrigues Silva - Ford Fiesta S2000

## Rallye Madeira 2010
1. Freddy Loix, Frederic Miclotte - Škoda Fabia S2000
2. Jan Kopecký, Petr Starý - Škoda Fabia S2000
3. Juho Hänninen, Mikko Markkula - Škoda Fabia S2000
4. Miguel Nunes, Victor Calado - Peugeot 207 S2000
5. Vitor Sa, Rodrigues Nuno - Peugeot 207 S2000
6. Filipe Freitas, Daniel Figueiroa - Mitsubishi Lancer EVO X
7. João Magalhães, Jorge Pereira - Mitsubishi Lancer EVO X
8. João Silva, Jose Janela - Renault Clio R3
9. Pedro Peres, Tiago Ferreira - Mitsubishi Lancer EVO IX
10. Ricardo Moura, Antonio Costa - Mitsubishi Lancer EVO IX

## Barum rallye 2010
1. Freddy Loix, Frederic Miclotte - Škoda Fabia S2000
2. Juho Hänninen, Mikko Markkula - Škoda Fabia S2000
3. Pavel Valoušek, Zdeněk Hrůza - Škoda Fabia S2000
4. Kris Meeke, Paul Nagle - Peugeot 207 S2000
5. Andreas Mikkelsen, Ola Floene - Ford Fiesta S2000
6. Václav Pech mladší, Petr Uhel - Mitsubishi Lancer EVO IX
7. Guy Wilks, Phil Pugh - Škoda Fabia S2000
8. Jaromír Tarabus, Daniel Trunkát - Ford Fiesta S2000
9. Tomáš Kostka, Vít Houšť - Škoda Fabia S2000
10. Bryan Bouffier, Xavier Panseri - Peugeot 207 S2000

## Rallye San Remo 2010
1. Paolo Andreucci, Anna Andreussi - Peugeot 207 S2000
2. Juho Hänninen, Mikko Markkula - Škoda Fabia S2000
3. Freddy Loix, Frederic Miclotte - Škoda Fabia S2000
4. Kris Meeke, Paul Nagle - Peugeot 207 S2000
5. Luca Rossetti, Matteo Chiarcossi - Fiat Grande Punto Abarth S2000
6. Jan Kopecký, Petr Starý - Škoda Fabia S2000
7. Giandomenico Basso, Mitia Dotta - Fiat Grande Punto Abarth S2000
8. Thiery Neuville, Nicolas Klinger - Peugeot 207 S2000
9. Gianfranco Cunico, Pudy Pollet - Peugeot 207 S2000
10. Bruno Magalhães, Carlos Magalhães - Peugeot 207 S2000

## Skotská rallye 2010
1. Juho Hänninen, Mikko Markkula - Škoda Fabia S2000
2. Andreas Mikkelsen, Ola Floene - Ford Fiesta S2000
3. Kris Meeke, Paul Nagle - Peugeot 207 S2000
4. David Bogie, Kevin Rae - Mitsubishi Lancer EVO IX
5. Karl Kruuda, Martin Järveoja - Suzuki Swift S1600
6. Siim Plangi, Marek Sarapuu - Honda Civic Type-R R3
7. Eamonn Boland, Michael Joseph Morrissey - Mitsubishi Lancer EVO X
8. Burcu Cetinkaya, Cicek Güney - Peugeot 207 S2000
9. Harry Hunt, Sebastian Marshall - Ford Fiesta R2
10. Daniel Barry, Martin Brady - Mitsubishi Lancer EVO IX

## Kyperská rallye 2010
1. Nasser Al-Attiyah, Giovanni Bernacchini - Ford Fiesta S2000
2. Roger Feghali, Joseph Matar - Škoda Fabia S2000
3. Martin Prokop, Jan Tománek - Ford Fiesta S2000
4. Jaromír Tarabus, Daniel Trunkát - Ford Fiesta S2000
5. Nicos Thomas, Angelos Loizides - Peugeot 207 S2000
6. Roman Kresta, Petr Gross - Mitsubishi Lancer EVO IX
7. Charalambos Timotheou, Pambos Laos - Mitsubishi Lancer EVO X
8. Constantinos Tingrides, Panayoitis Sialos - Mitsubishi Lancer EVO IX
9. Misfer Al-Marri, Nicola Arena - Subaru Impreza STI
10. Panikos Polykarpou, Savvas Laos - Mitsubishi Lancer EVO IX

## Celkové pořadí

### Jezdci
1. Juho Hänninen, Mikko Markkula - Škoda Fabia S2000 - 62 bodů
2. Jan Kopecký, Petr Starý - Škoda Fabia S2000 - 47 bodů
3. Kris Meeke, Paul Nagle - Peugeot 207 S2000 - 39 bodů
4. Freddy Loix, Frederic Miclotte - Škoda Fabia S2000 - 36 bodů
5. Bruno Magalhães, Carlos Magalhães - Peugeot 207 S2000 - 30 bodů
6. Guy Wilks, Phil Pugh - Škoda Fabia S2000 - 27 bodů
7. Andreas Mikkelsen, Ola Floene - Ford Fiesta S2000 - 21 bodů
8. Paolo Andreucci, Anna Andreussi - Peugeot 207 S2000 - 18 bodů
9. Thiery Neuville, Nicolas Klinger - Peugeot 207 S2000 - 12 bodů
10. Nasser Al-Attiyah, Giovanni Bernacchini - Ford Fiesta S2000 - 10 bodů

### Týmy
1. Škoda Motorsport
2. Peugeot Sport
3. Subaru World Rally Team
4. Mitsubishi Ralliart